# John Hoyte (artista)
John Barr Clark Hoyte (Londres, Inglaterra, 22 de diciembre de 1835-Sídney, Australia, 21 de febrero de 1913) fue un artista y profesor neozelandés de origen inglés.

## Obras
|                |
| Terrazas rosas |

|           |
| Te Tarata |

|                  |
| Géiser de Koingo |

|                     |
| Géiser de Whakamanu |